# Greg Etafia
Greg Etafia, né le 30 septembre 1982 à Auchi au Nigeria, est un footballeur nigérian, gardien de but. 

## Carrière

### Club
| Année   | Club            | Pays           |
| ------- | --------------- | -------------- |
| 1999    | Union Bank      | Nigeria        |
| 2000-01 | Lobi Stars      | Nigeria        |
| 2002-03 | Plateau United  | Nigeria        |
| 2003-   | Moroka Swallows | Afrique du Sud |

## Statistiques
| Saison      | Club            | Pays           | Championnat             | Championnat | Championnat |
| Saison      | Club            | Pays           | Division                | Matchs      | Buts        |
| ----------- | --------------- | -------------- | ----------------------- | ----------- | ----------- |
| 1999        | Union Bank      | Nigeria        | Nigeria National League | -           | -           |
| 2000        | Lobi Stars      | Nigeria        | Nigeria Premier League  | 6           | 0           |
| 2001        | Lobi Stars      | Nigeria        | Nigeria Premier League  | 12          | 0           |
| 2002        | Plateau United  | Nigeria        | Nigeria National League | 17          | 0           |
| 2003        | Plateau United  | Nigeria        | Nigeria National League | -           | -           |
| 2003 - 2004 | Moroka Swallows | Afrique du Sud | ABSA Premiership        | 25          | 0           |
| 2004 - 2005 | Moroka Swallows | Afrique du Sud | ABSA Premiership        | 16          | 0           |
| 2005 - 2006 | Moroka Swallows | Afrique du Sud | ABSA Premiership        | 29          | 0           |
| 2006 - 2007 | Moroka Swallows | Afrique du Sud | ABSA Premiership        | 25          | 0           |
| 2007 - 2008 | Moroka Swallows | Afrique du Sud | ABSA Premiership        | 24          | 0           |
| 2008 - 2009 | Moroka Swallows | Afrique du Sud | ABSA Premiership        | 25          | 0           |
| 2009 - 2010 | Moroka Swallows | Afrique du Sud | ABSA Premiership        | 30          | 0           |
| 2010 - 2011 | Moroka Swallows | Afrique du Sud | ABSA Premiership        | 4           | 0           |

## Palmarès
- Vainqueur de la Coupe d'Afrique du Sud : 2004, 2009.